# Метро 2035
„Метро 2035“ (на руски: Метро 2035) е постапокалиптичен научнофантастичен роман от 2015 г. на руския автор Дмитрий Глуховски. Третата книга на Глуховски в трилогията „Метро“ служи като продължение на „Метро 2033“ и „Метро 2034“. Подобно на предишните романи от поредицата, действието в „Метро 2035“ се развива предимно в Московското метро и руините на самата Москва след ядрен апокалипсис. В сюжета е проследен Артьом, главният герой на „Метро 2033“, който се опитва да осъществи контакт с други оцелели по света. Романът е частично вдъхновен от видеоиграта „Metro: Last Light“. От своя страна, Metro Exodus е игра, базирана свободно на „Метро 2035“.